# De ring van Mac Rum
De ring van Mac Rum is het 206de stripverhaal van Jommeke. De reeks wordt getekend door striptekenaar Jef Nys. Scenarist is Jan Ruysbergh. 

## Verhaal
Op een dag brengt notaris Mac Loan een belangrijk document naar de familie Mac Rum. Daarin staat dat de ring van Petty Mac Rum verborgen ligt in het kasteel van Mic Mac Jampudding.Indien tachtig jaar na zijn dood de ring nog steeds niet is gevonden, gaat het kasteel van Jampudding naar Mac Rum. Van die tachtig jaar resten nog zo'n dertig dagen ! Mic Mac Jampudding wordt op de hoogte gebracht van het bericht. Hij begint direct de zoektocht naar die ring door gans zijn kasteel. Doch hij raakt al vlug over zijn toeren. Vervolgens roepen ze de hulp in van Jommeke en zijn vrienden, die met de vliegende ton naar Schotland reizen om de ring te helpen vinden. Ondertussen bedenken de Mac Rums boze plannen om dat kasteel zeker te kunnen bemachtigen. Toevallig vinden Jommeke en zijn vrienden met een beetje hulp van Choco, de ring. De ring zat verborgen in een schilderij. Alles lijkt in orde te komen maar fout gedacht! Want Chicky en Chucky, de twee zonen van de Mac Rums, slagen erin om de ring te bemachtigen. De Mac Rums verkopen later de ring aan een Amerikaans koppel. Inmiddels zijn de tachtig jaar volledig om en zoeken de gemene Mac Rums Jampudding op. Nu blijkt dat geen van beiden de ring heeft. Plots komen de Amerikanen, die de ring hebben, en eisen het kasteel op. Met een list kan Jommeke de Amerikanen verdrijven en ze verlaten het kasteel. Tot slot krijgt Mic Mac Jampudding zijn kasteel terug, want niemand weet waar de ring is.